# ناحیه جمال‌پور
ناحیه جمال‌پور (به لاتین: Jamalpur District) یک ناحیه در بنگلادش است که در استان میمن‌سینگ واقع شده‌است.

## خصوصیات
ناحیه جمال‌پور ۲٬۰۳۱٫۹۸ کیلومترمربع مساحت و ۲٬۲۹۲٬۶۷۴ نفر جمعیت دارد.